# Grez-Doiceau
Grez-Doiceau (en való Gré, neerlandès Graven) és un municipi belga del Brabant Való a la regió valona. Comprèn les fraccions d'Archennes (nl.: Eerken) (amb Florival), Biez, Bossut-Gottechain (amb Pécrot), Grez-Doiceau (amb Gastuche, Doiceau i Hèze), i Nethen.

## Administració
| Període      | Identitat                     |
| ------------ | ----------------------------- |
| Des del 2006 | Clabots Alain                 |
| 2003-2006    | De Coster-Bauchau Sybille     |
| 1988-2003    | Van Béver Fernand             |
| 1982-1988    | Nevers Raymond                |
| 1971-1982    | Van Béver Fernand             |
| 1944-1970    | Cartigny Georges              |
| 1942-1944    | Nommé par l'occupant          |
| 1941-1942    | Cartigny Georges              |
| 1936-1941    | Lacourt Joseph                |
| 1926-1936    | Dubois Ernest                 |
| 1924-1926    | Lacourt Adolphe               |
| 1923-1924    | Hallaux Gustave               |
| 1919-1923    | Jacqmot Théodule              |
| 1917-1919    | Lacourt Felix                 |
| 1891-1917    | du Monceau de Bergendael Jean |
| 1889-1891    | Devroye Charles               |
| 1879-1889    | Beauthier Edouard             |
| 1872-1879    | Godard François               |
| 1857-1872    | Hanset Ghislain               |
| 1851-1857    | du Monceau Charles            |
| 1830-1851    | Rayée Emmanuel                |
| 1825-1830    | Baugniet Maximilien           |
| 1819-1825    | de Baillet Jean               |
| 1812-1819    | Jacqmot Jean-Baptiste         |
| 1803-1806    | Henrion Jean-Baptiste         |
| 1799-1803    | Thumas Lambert                |
| 1794-1799    | Henrion Jean-Baptiste         |
| 1759-1783    | Du Houx Nicolas               |
| 1753-1759    | Thumas                        |
| 1730-1753    | Duchesne Martin               |
| 1708-1730    | Coesman Jean-Baptiste         |
| 1690-1708    | Daix François                 |
| 1665-1684    | Thiry                         |
| 1640-1665    | Herwart Jean                  |
| 1625-1640    | Herwart Regnault              |
| 1608-1625    | Herwart Jean                  |
| 1580-1608    | Cox Jean                      |
| 1550-1580    | L'Host Lambert                |
| 1501-1515    | Vandervecken Gérôme           |
| 1482- ?      | De Fontenies Pierre           |
| 1477-1481    | Dedion Guillaume              |
| 1370- ?      | Sohier                        |
| 1209 -1231   | Rengold de Bossut             |